# تقنية نافذة الجلد
تقنية النافذة الجلدية (بالإنجليزية :  Skin window technique ) هي إحدى التقنيات المستخدمة في علم المناعة حيث يتم كشط الطبقة العليا من الجلد مما يمكننا من التعرف على الاستجابة المناعية التي يمكن أن تحدث عند تقليص حاجز مناعي فعلي للعائل ، كما يمكن أيضاً ملاحظة حركة حشد كريات الدم البيضاء .
وقد وضع هذه التقنية جون ريباك (بالإنجليزية : John Rebuck ) عام 1955 م .

## وصلات خارجية
- MeSH Skin+window+technique